# Doué (cours d'eau)
Le Doué est un bras secondaire du fleuve Sénégal, à peu près entre les villes de Kaédi et de Podor au Sénégal.
Le Doué mesure environ 200 kilomètres de long, et il coule parallèlement au fleuve Sénégal sur sa rive sud, isolant une longue bande de terre appelée l'île à Morfil. Il rejoint le cours principal quelques kilomètres en aval de Podor.
Plusieurs ponts ont été construits sur la rivière comme le pont de Ndioum qui enjambe la rivière Doué pour relier la ville de Ndioum à l'île Morfil. Avant la construction du pont, les gens se noyaient fréquemment à cause du chavirage des canoës et des ferries,.

## Géographie
Il se sépare du cours principal en même temps que le Diamel s'y jette. Là, sur la rive gauche près de la ville de Galoya Toucouleur, se trouve le village de Ganguel. 143 kilomètres plus au nord-ouest, près du village de Doué, les ruisseaux principal et secondaire se rejoignent à nouveau. 
Le Doué et le Sénégal entourent l'île de Morfil, où se trouve la préfecture départementale de Podor comme ville la plus importante au bord du fleuve principal. Sur la Doué se trouve Ndioum, la plus grande ville du département de Podor.